# I. Ferenc francia király
I. Ferenc (Cognac, 1494. szeptember 12. – Rambouillet, 1547. március 31.) Franciaország királya 1515. január 1-jétől haláláig, Valois Károly angoulême-i gróf és Savoyai Lujza hercegnő gyermeke, a Valois-ház kilencedik királya volt.
Uralkodása alatt a korai újkori Franciaország fénykorát élte, a királyi hatalom erős volt, komoly jövedelmekkel rendelkezett, és bár expanzív törekvései kudarcot vallottak, az Oszmán Birodalom támogatásával föl tudta venni a versenyt az egyre nagyobb gyarmatbirodalommal rendelkező, dúsgazdag Spanyolországot és a Német-római Birodalmat egy kézben egyesítő V. Károllyal szemben. Ferenc kora egyúttal a reneszánsz és a reformáció megjelenésének időszaka francia földön.

## Ifjúsága, útja a trónig

Ferenc dauphin címere, amely a királyi liliomos és a viennois-i delfines címert, illetve Bretagne címerét egyesíti

Amikor megszületett Valois Károly angoulême-i gróf és felesége, Savoyai Lujza hercegnő második gyermeke, a később írói munkásságáról ismert Angoulême-i Margit navarrai királyné két évvel fiatalabb öccse, még egyáltalán nem volt várható, hogy valaha is trónra jusson. Az angoulême-i ág V. Károly fiától, I. Lajos orléans-i hercegtől származott – Ferenc a herceg dédunokájaként látta meg a napvilágot. Keresztapja, François de la Rochefoucauld nevét örökölte; a Ferenc keresztnév korabeli népszerűsége egyébként az 1482-től 1507-ben bekövetkezett haláláig Franciaországban élt Paolai Szent Ferenctől eredt.
Ferenc apja 1496-ban halt meg, ettől kezdve édesanyja gondoskodott gyermekei neveltetéséről. Amikor 1498-ban a Valois-k egyenes ága a gyermektelen VIII. Károllyal kihalt, Ferenc apjának unokatestvére, XII. Lajos került hatalomra. A trónra lépő Lajosnak azonban csak lánygyermekei érték meg a felnőttkort, akik a száli törvény értelmében nem örökölhették a francia trónt, Lajos kiszemelt örököse a kisgyermek Ferenc lett, akit trónra lépésének évében, 1498-ban Valois, Orléans és Romorantin hercegévé és Civray-en-Poitou grófjává tették, és az amboise-i királyi kastélyba vitték, ahol királyfinak kijáró neveltetésben részesült. Tanítói közül az őt latin nyelvre oktató François Desmoulins, az olasz Gian Francesco Conti és Christophe Longueuil ismert. Ha nem is egyértelműen humanista szellemiségű neveltetést kapott, a VIII. Károly kora óta egyre intenzívebbé váló itáliai kapcsolatok mellékhatásaként az áramlat lassanként éreztetni kezdte hatását Franciaországban, és teret nyert a felnövekvő herceg környezetében is. Ferencről feljegyezték, hogy latinul alig, ellenben olaszul kiválóan megtanult.
A gyermekkorában társaságául szolgált, vele együtt felnövő nemes leányok és ifjak később nagy befolyással rendelkeztek uralkodása alatt. Közülük Anne de Montmorency a legkiemelkedőbb, de ide tartozott még Claude de Guise, Robert III de La Marck, Martin de Montchenu és Philippe de Brion is. A fiatal trónörökös 1502-ben súlyos lovasbalesetet szenvedett, de szerencsésen felépült belőle.
XII. Lajos saját, Klaudia nevű lányát, Bretagne örökösét felesége, Bretagne-i Anna nyomására először Károly osztrák főherceggel, a későbbi V. Károllyal jegyezte el, de 1505-ben – betegen – felbontatta az eljegyzést a rendi gyűléssel. A döntés kedvezményezettje a még mindig gyermekkorú angoulême-i gróf volt, akit egyébként titkos megegyezéssel már 1501-ben Klaudia egyetlen szóba jöhető jövendőbelijeként neveztek meg. A házasság 1514. május 8-án köttetett meg Ferenc herceg és Klaudia hercegnő között, így a trónörökös még Bretagne hercegségét is megszerezte. Apósa 1515. január 1-jén hunyt el, Ferencet pedig január 25-én koronázta meg Reims városában a hercegérsek, Robert de Lenoncourt. I. Ferenc francia király február 15-én vonult be Párizsba, megadva hosszú uralkodásához az alaphangot: a lovát táncoltató, népének pénzt szóró, ezüsttel és drágakövekkel ékes ruhában pompázó király a továbbiakban is dicsőségesen vezette országát.

## Külpolitika

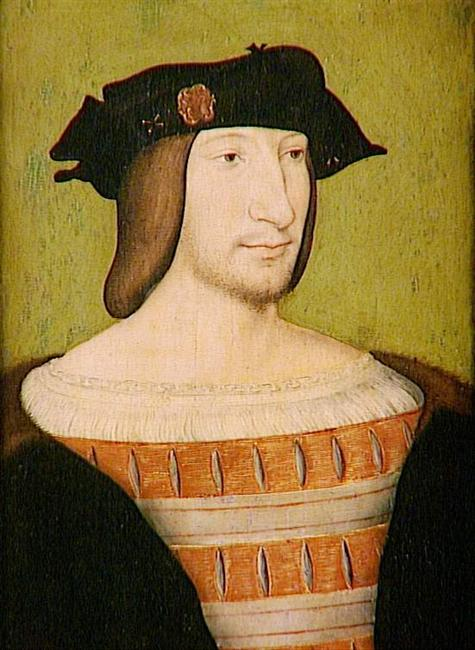
I. Ferenc trónra lépésének évében

### Az V. itáliai háború (1515–1516)
I. Ferenc két elődjéhez hasonlóan a korszak legfejlettebb és leggazdagabb területe, Észak-Itália feletti francia befolyás megerősítését tekintette kulcskérdésnek. Minthogy ő maga és felesége egyaránt Visconti Valentina orléans-i hercegné dédunokái voltak, Ferenc mindkét jogcímen igényt formált a Milánói Hercegségre. Trónra lépése után azonnal, 1515-ben 30 000 főnyi sereggel átkelt az Alpokon, és velencei szövetségese segítségével fényes győzelmet aratott a marignanói csatában a Piemontot megszálló svájciak felett. A diadal eredményeképpen francia kézbe került egész Lombardia, Ferenc pedig elődjéhez hasonlóan a Milánói Hercegség urává nyilvánította magát, míg Massimiliano Sforza herceget lemondatta és Franciaországba internálta. X. Leó pápa a következő évben Bologna városában konkordátumot kötött az uralkodóval; a szerződés, amely a francia egyháziak kinevezésének és jövedelmük kezelésének jogát a királyra ruházta, jóformán a nagy francia forradalomig megalapozta a pápai állam és a Francia Királyság szövetségesi viszonyát.
Az itáliai térségben érdekelt másik nagyhatalom a nem sokkal azelőtt perszonálunióban egyesült Spanyolország volt, ugyanis az aragóniai királyok egyúttal a Nápolyi Királyság birtokosai is voltak. VIII. Károly és XII. Lajos idején a francia uralkodók ott is trónkövetelőként léptek fel, de ezzel Ferenc hajlandó volt szakítani: 1516. augusztus 13-án a noyoni egyezményben a nápolyi trónigényről való lemondásáért cserébe elérte, hogy a vele egy esztendőben spanyol királlyá koronázott Habsburg Károly elismerje Milánó hercegének. Ugyanazon év november 11-én a svájciakkal is megköttetett az „örök béke” a fribourg-i egyezményben.
A békés állapotot az 1518-as londoni szerződés volt hivatott megpecsételni, amelyben a kor vezető nagyhatalmai, Anglia, Franciaország, Spanyolország és a Német-római Birodalom kölcsönös megnemtámadási és segítségnyújtási ígéretet tettek. A kialakuló nyugalom azonban egyáltalán nem volt tartós.

### V. Károly árnyékában

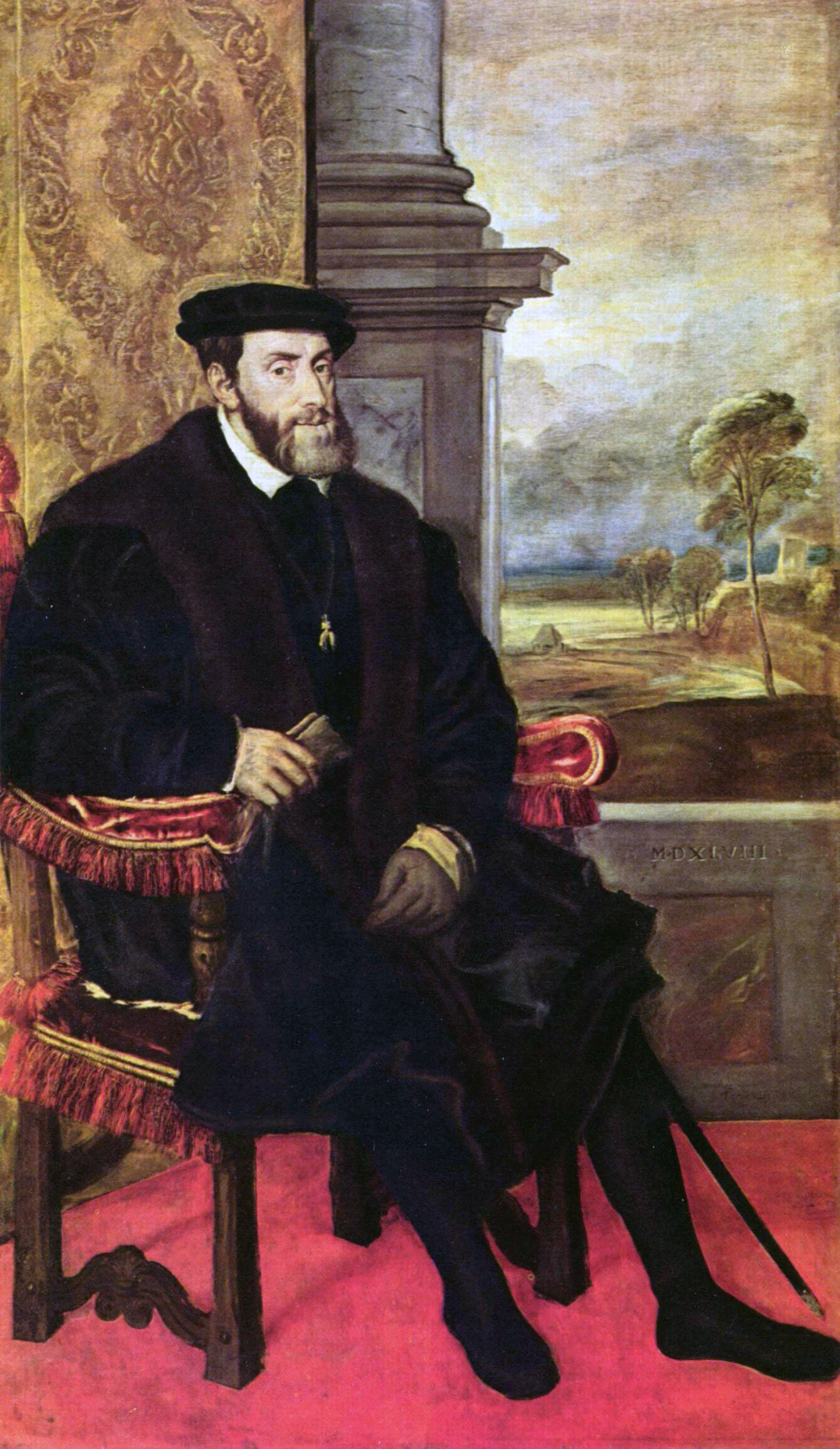
Ferenc legfőbb ellenfele, később sógora, V. Károly (Tiziano, 1548)

1519-ben Miksa halálával megüresedett a Német-római Császárság trónja. A császárválasztásra a spanyol Károly, Miksa unokája mellett a pápai támogatást élvező I. Ferenc is jelentkezett, és az előbbi csak a dúsgazdag Fugger család támogatásával, hatalmas összegek ráfordításával tudta biztosítani a trónt maga számára. Ferenc joggal érezhette, hogy bekerítették: V. Károly kezében egyesült az Ibériai-félsziget és Nápoly, a Császárság, valamint burgundi öröksége révén a Németalföld. A kiutat kereső Ferenc megpróbált szövetkezni VIII. Henrikkel, Anglia királyával, de az 1520. június 7-én tartott találkozó Flandriában, melynek helyszíne a Camp du Drap d’Or (Aranybrokát Mezeje) nevet viselte, kudarccal végződött. Thomas Wolsey, York bíboros érseke lebeszélte urát arról, hogy lányát, a későbbi Véres Máriát a dauphinhez, a későbbi II. Henrikhez adja feleségül. Ferenc így csak a Velencei Köztársaság segítségére számíthatott.

### A VI. itáliai háború (1521–1526)
A francia király megpróbált kitörni a Habsburg-gyűrűből, ezért 1521-ben támogatta II. Henriket, Navarra királyát az országa nagy részét 1512 óta megszállva tartó spanyolok ellen, de nem ért el döntő sikert. Ugyanebben az évben a Németalföldet is lerohanta a Maas (Meuse) folyó mentén, de támadását megállították. Az ellenség hamarosan francia földre lépett, de Pierre Terrail de Bayard és Anne de Montmorency ellenállása miatt Mézières-nél sok időt kénytelen volt elvesztegetni. Az V. Károly vezetésével megjelenő sereggel szemben Ferenc így teljes erejével vonulhatott hadba, ám a császár végül jobbnak látta visszavonulni Valenciennes-ből, az addig támadni nem akaró franciák pedig nem tudták üldözni a nagy esőzések miatt.
A konfliktus súlypontja hamarosan Itáliába tevődött át. A pápa ugyanis – aki eddig V. Károly ellenfelének számított, mivel félt a Nápolyból rá nehezedő nyomástól – Luther Márton fellépése és a rohamosan terjedő reformáció hatására kénytelen volt együttműködni a császárral, ezen felül az angol VIII. Henrik is csatlakozott X. Leó és V. Károly szövetségéhez. Odet de Foix, Milánó kormányzója nem tudta felvenni a harcot a pápai és császári hadakkal, és novemberben vereséget szenvedett tőlük. Az Adda folyóhoz visszavonult vikomt svájci zsoldosaival hamarosan megpróbálta visszaszerezni Milánót, mindhiába: 1522. április 22-én a bicoccai csata francia vereséggel végződött a város közelében. Fernando de Ávalos és Prospero Colonna serege a menekülő franciák nyomában május 30-án bevette Genovát. Ferenc szorult helyzetbe került, mert a vereségein felbátorodott angolok arra hivatkozva, hogy névlegesen támogatta John Stewart albanyi herceget a skóciai trónviszályban, Calais-ból kiindulva fosztogatni és dúlni kezdték Pikárdia, Normandia és Bretagne vidékét. Anyagiak híján Ferenc képtelen volt védekezni, ezért minden lehetséges eszközt igyekezett megragadni kincstára feltöltésére. Édesanyja, Savoyai Lujza segítségével megpróbálta rátenni kezét a Bourbon-örökségre, ez a törekvés azonban ellene fordította III. Charles de Bourbont, Bourbon hercegét, akit korábban connétable-vá (főhadparancsnokká) nevezett ki, és aki – birtokainak elperelése miatt – rövidesen el is árulta királyát.
Franciaország helyzete komolyan romlott 1523-ban. Az új velencei dózse, Andrea Gritti azonnal békét kötött V. Károllyal, ráadásul ekkor derült fény Bourbon connétable összeesküvésére. A hadvezér a felelősségre vonás elől a császárhoz menekült, és a Pireneusok felől támadta hajdani urát. Míg Bourbon Odet de Foix-val, Lautrec vikomjával csatározott délen, északról Charles Brandon suffolki herceg egészen a Somme-ig jutott, de II. Louis de La Trémoille hatékony ellenállásának köszönhetően egymaga nem indult Párizs ellen. Ilyen helyzetben Ferenc ősszel sereget menesztett Lombardiába, amely a következő évben ütközet nélkül volt kénytelen visszavonulni a télen jelentős erősítést kapott császáriak elől. Utóbbiak 1524 nyarán betörtek a védtelen Provence-ba, amit nagyrészt sikerült is meghódítaniuk. Egyedül Marseille városa állta ostromukat, míg az erős haddal érkező Ferenc elől ellenfelei jobbnak látták visszavonulni.

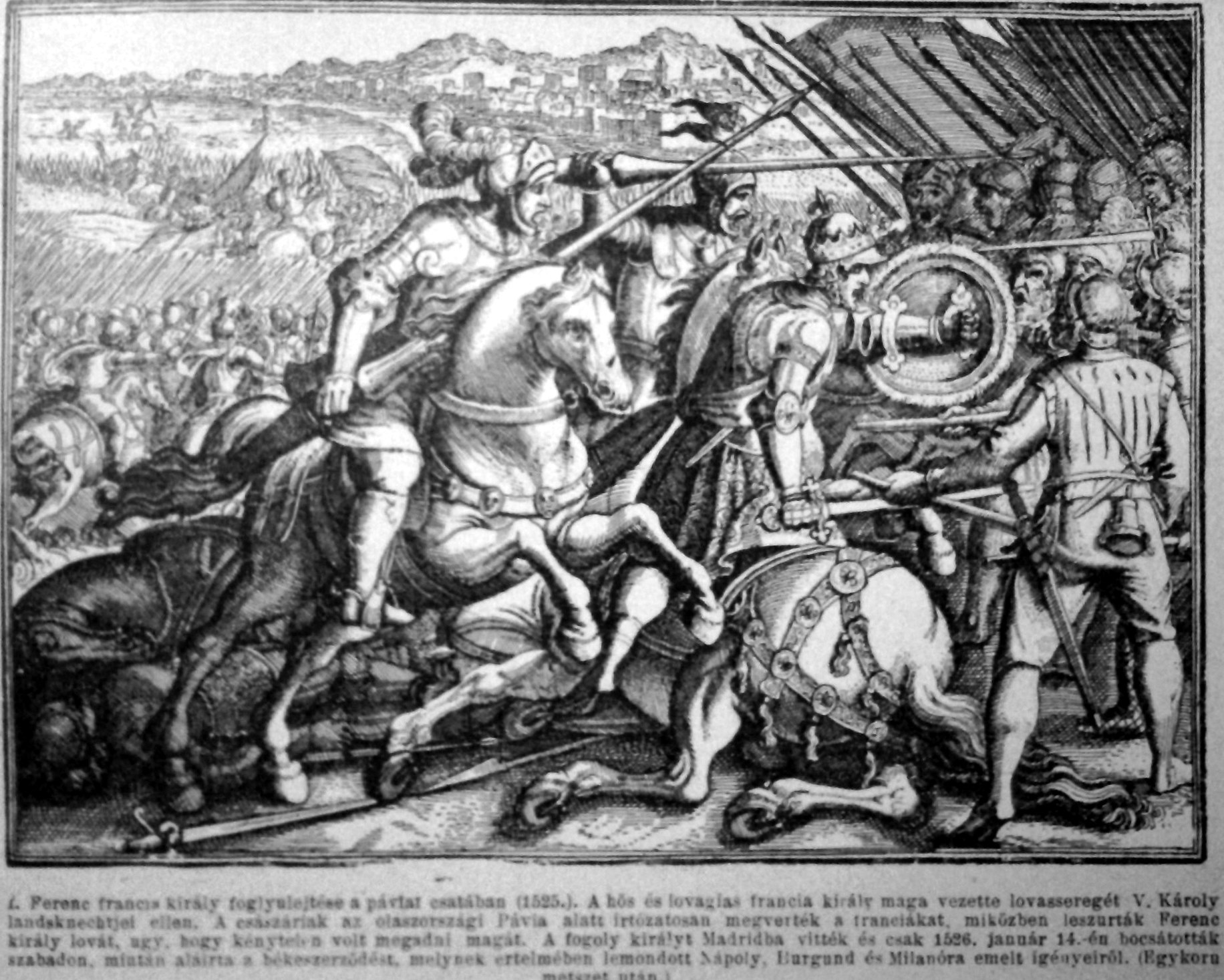
I. Ferenc foglyulejtése a paviai ütközetben

Ferenc személyesen vezette negyvenezres hadát az Alpokon át Lombardiába. A francia csapatok bevonultak a Milánói Hercegség fővárosába, Ferenc ezután a komoly császári helyőrségnek otthont adó Pavia ellen vonult, amit azonban az ősz során nem sikerült ostrommal bevennie, így a franciák a kiéheztetés mellett döntöttek. Decemberben a Genovában partra szálló spanyolokat sikerült megverniük, és VII. Kelemen pápa is beleegyezett, hogy ne segítse tovább V. Károlyt annak fejében, hogy Ferenc megtámadja a Rómához fenyegetően közeli Nápolyi Királyságot. Úgy tűnt, a hadjárat sikeres lesz: Albany hercege vezetésével a francia király csapatot küldött Nápoly ellen, ráadásul szövetségre lépett vele a Medici-házi zsoldosvezér, Giovanni delle Bande Nere is. A nápolyi különítmény útja azonban végül eredménytelenül végződött.

### Spanyol fogságban

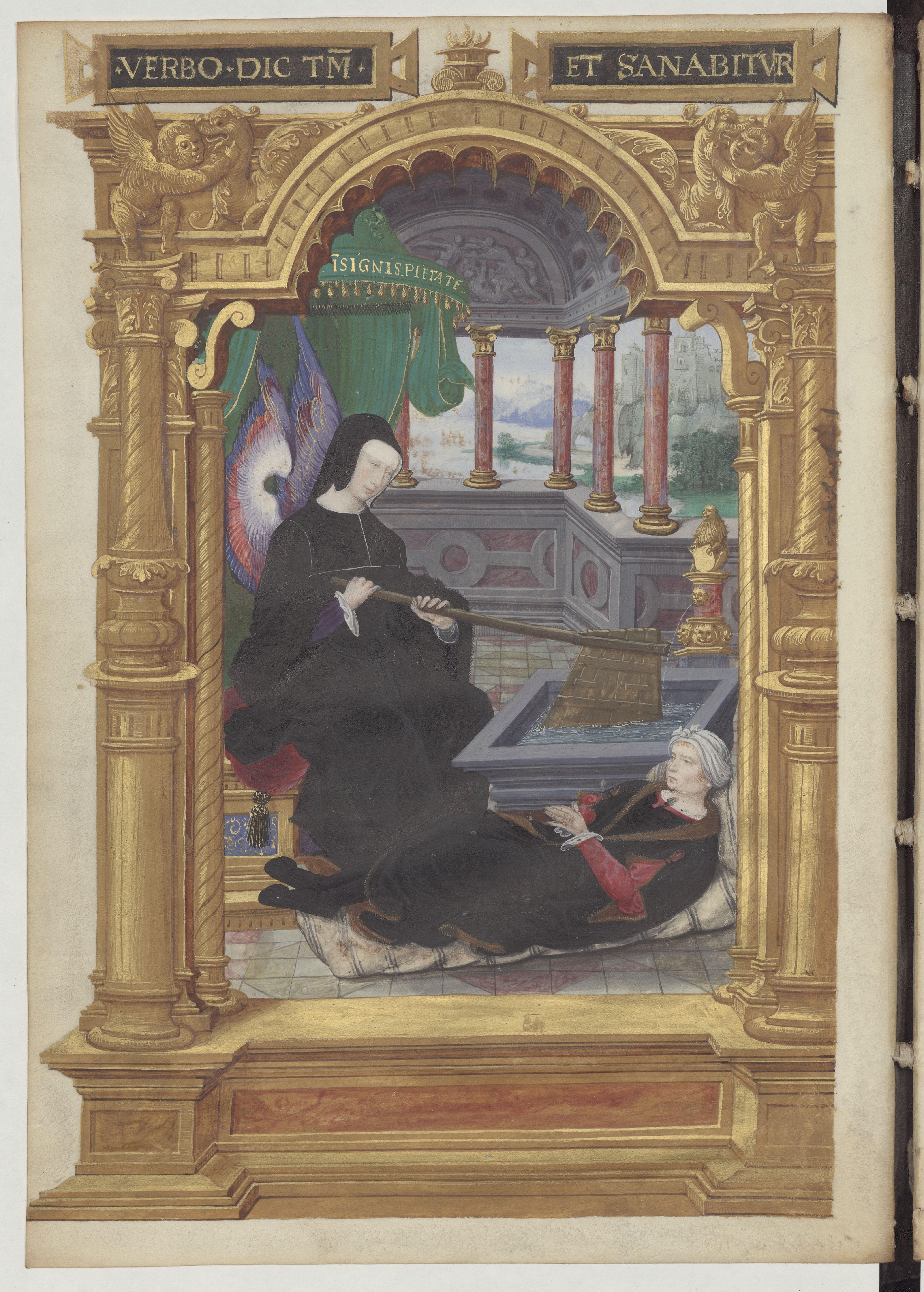
Savoyai Lujza hercegnő, Franciaország régense, Ferenc király anyja

1525 januárjában friss erők érkeztek a Habsburg-hadsereg támogatására, és sikeresen elvágták a paviai ostromgyűrűt Milánótól. Február 24-én Pavia mellett összecsapott a két sereg, és a francia nehézlovasság súlyos vereséget szenvedett a német landsknechtektől és a spanyol lövészektől. Számos jeles francia hadvezér elesett, köztük a korábbi főparancsnok, Jacques de La Palice marsall is, maga I. Ferenc pedig fogságba esett. Nem véletlenül nevezi az utókor a paviai ütközetet „a lovagkor utolsó csatájának”. A francia hadak maradékai egy kis milánói helyőrséget leszámítva visszavonultak hazájukba.
Franciaország régense Savoyai Lujza hercegnő, a király anyja lett, míg Ferenc először Valenciában, majd Madridban raboskodott. A két fél közti tárgyalásokat Montmorency herceg és Charles de Lannoy nápolyi spanyol alkirály vezette. Károly mindaddig nem akarta fogadni Ferencet, amíg az meg nem köti az egyezményt, melyben Lombardia mellett Provence-ot és Burgundiát is átadta volna a császárnak. A király viszont arra hivatkozott, hogy a rendi gyűlés (a párizsi parlament) beleegyezése nélkül nem mondhat le országa semmiféle területéről. Személyes találkozóra csak akkor került sor, amikor Ferenc ősszel súlyosan megbetegedett, és a császári doktorok úgy ítélték meg, hogy ez afeletti bánata miatt történt, hogy nem találkozhatott Károllyal.
A császár számára 1525 végére vált létfontosságúvá a békekötés, amikor Velence és a pápa felvetette, hogy II. Francesco Sforza számára kellene visszajuttatnia a Milánói Hercegséget. Addigra már az egy sikertelen szökési kísérletet is végrehajtó francia király is belátta, hogy kénytelen engedni, így 1526. január 14-én aláírták a madridi békét. Ferenc lemondott lombardiai igényeiről, Artois és Flandria birtokáról, átengedte Burgundiát V. Károlynak, továbbá beleegyezett, hogy feleségül vegye Károly császár nővérét, Habsburg Eleonóra kasztíliai infánsnőt, az áruló Bourbon connétable-nak pedig visszaadja minden birtokát.

### A cognaci liga
Ferenc 1526. március 8-án szabadult, és március 18-án lépte át a spanyol–francia határt a Bidassoa folyónál. Ugyanekkor a megegyezés értelmében két fia, Ferenc, Bretagne hercege, a dauphin (trónörökös) és Henrik, Orléans hercege túszként váltotta fel a királyt a spanyol udvarban. A francia király, aki a békeszerződés többi pontját nem kívánta betartani, VII. Kelemen áldásával bejelentette, hogy a békeszerződésben foglaltakat nem tartja magára nézve érvényesnek, mivel az Károly kényszerítésére született. Időközben az angolokkal is megköttetett a béke Hampton Court-ban, és a madridi békéből származó jutalom híján elégedetlen VIII. Henrik ezúttal Ferenc és a pápa mellett foglalt állást. A kialakuló ún. cognaci liga tagja lett még Velence, Firenze és a Milánói Hercegség is. (Ferenc a V. Károly fivérével, I. Ferdinánddal hadakozó Szapolyai Jánossal is szövetséget kötött 1528-ban, de a szerződésnek elsősorban diplomáciai jelentősége volt.)
Károly gyorsan beavatkozott: csapatai 1527-ben elfoglalták és teljesen kirabolták Rómát. (A „sacco di Roma” hatására a liga nem átallt az Oszmán Birodalommal szövetségre lépni, amely akkor épp Magyarországon harcolt Károly öccse ellen.) Ferenc, aki csak ebben az évben tudta megszerezni Anglia támogatását, Nápoly ostromára dobott át csapatokat genovai hajókon, ám az olasz város flottája hamarosan elárulta, seregeit járvány tizedelte meg, szárazföldi erősítését pedig megállították. Ferenc ilyen körülmények között belátta, hogy Itáliát nem szerezheti vissza, és béketárgyalásokba kezdett. 1529. augusztus 5-én köttetett meg részben a madridi egyezség mintájára cambrai-i béke, avagy a „Hölgyek békéje” (Paix des Dames); ugyanis a tárgyalásokon Ferencet anyja, Savoyai Lujza hercegnő, Károlyt pedig nagynénje, Habsburg Margit savoyai hercegné, Németalföld kormányzója képviselte. Ebben a francia király lemondott Flandriáról és Artois-ról, illetve az 1521-ben elveszett Tournai-ról, de megtarthatta Burgundiát, és a két évvel azelőtt, Róma kifosztásakor meghalt Bourbon connétable-nak adandó megalázó jóvátétellel sem tartozott a továbbiakban. Az egyezség rendelkezett a dauphin és öccse kiszabadításáról is kétmillió arany écu (escudo) váltságdíj fejében. A hercegek 1530-ban tértek haza; ugyanekkor VII. Kelemen pápa Bolognában kibékült V. Károllyal, akit császárrá koronázott, Ferenc pedig feleségül vette Habsburg Eleonórát.

### A „legkeresztényibb király” keresztényietlen szövetségei

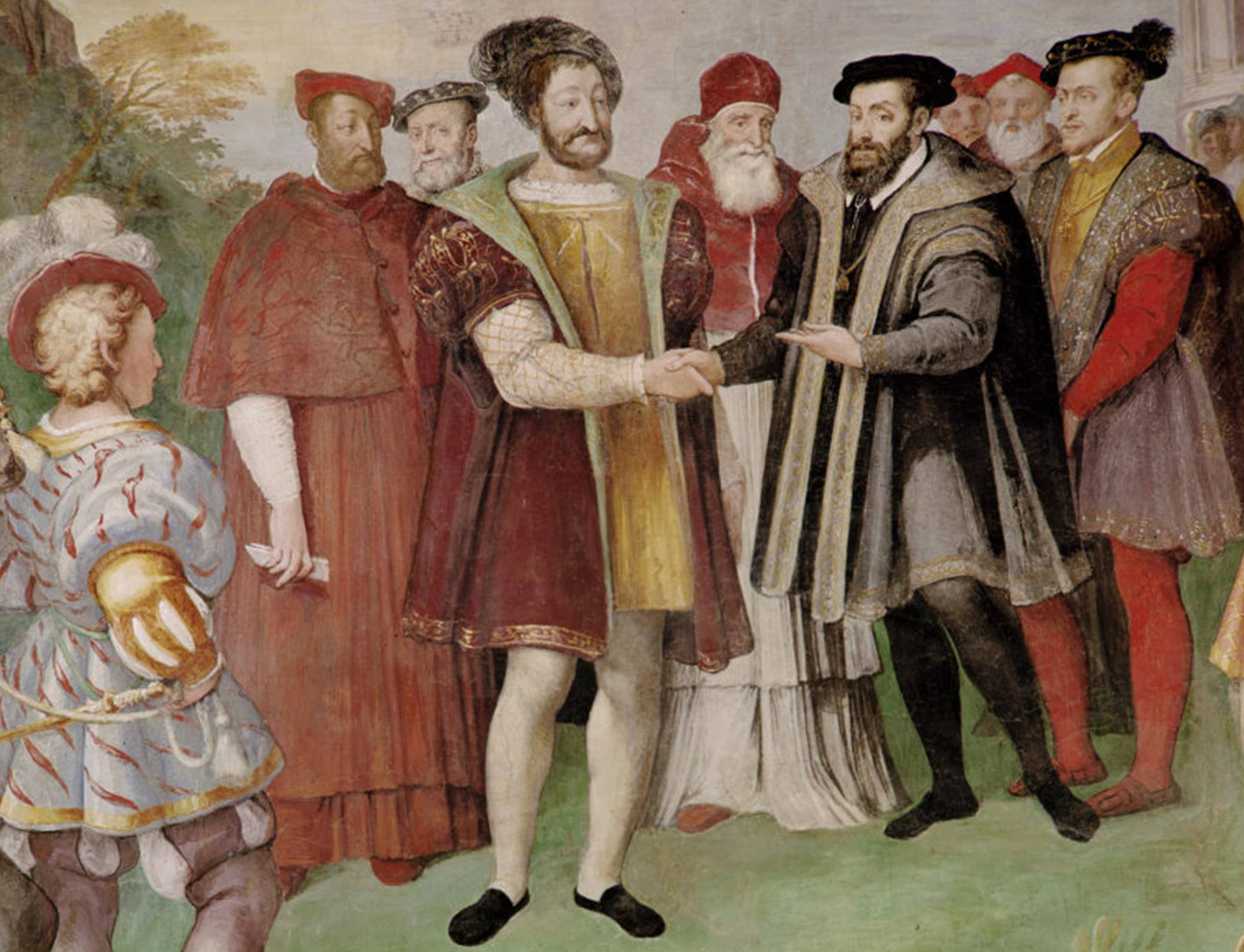
Taddeo Zuccaro: I. Ferenc, V. Károly és III. Pál pápa a nizzai fegyverszünet megkötésekor (freskó a caprarolai Villa Farneséből, 1557–1566)

Ferencet mindez nem térítette el attól a céljától, hogy visszaszorítsa, meggyengítse V. Károlyt. 1531. október 26-án Saalfeldben a Ferencet képviselő Jean du Bellay párizsi püspök és fivére, Guillaume szerződött a császári hatalom ellen lázadó birodalmi protestánsokat tömörítő schmalkaldeni szövetség német humanista képviselőivel, pénzügyi támogatást ígérve nekik a katolikusok ellen. Hasonló módon sikerült megerősíteni – igaz, konkrét szövetségi szerződés nélkül – az oszmánokkal ápolt baráti viszonyt, mely a földközi-tengeri spanyol flotta elleni együttműködésre, valamint a Habsburgok magyarországi és ausztriai hátországának gyengítésére szolgált Ferenc számára. 1535-ben született meg az első kapituláció az Oszmán Birodalommal, melynek értelmében a francia hajósok szabadon közlekedhettek török vizeken, és komoly kereskedelmi előnyöket élveztek.
1535-ben elhunyt II. Francesco Sforza milánói herceg, Ferenc pedig azonnal követelni kezdte örökségét, és 1536-ban bevonult Savoyába. Válaszul Károly Provence-ot rohanta le, ám Montmorency connétable ellenállásán megtört a lendülete. 1538. július 14-én Aigues-Mortes-ban ünnepélyes királytalálkozóra került sor a protestáns veszély ellen katolikus egységfrontot létrehozni kívánó III. Pál pápa közbenjárására. A nizzai tárgyalás végeztével Ferenc és Károly fegyverszünetet kötött, sőt a francia király még szabad átvonulást is engedélyezett ellenfelének, hogy az leverhessen egy genti lázadást.

### Az utolsó itáliai expedíció

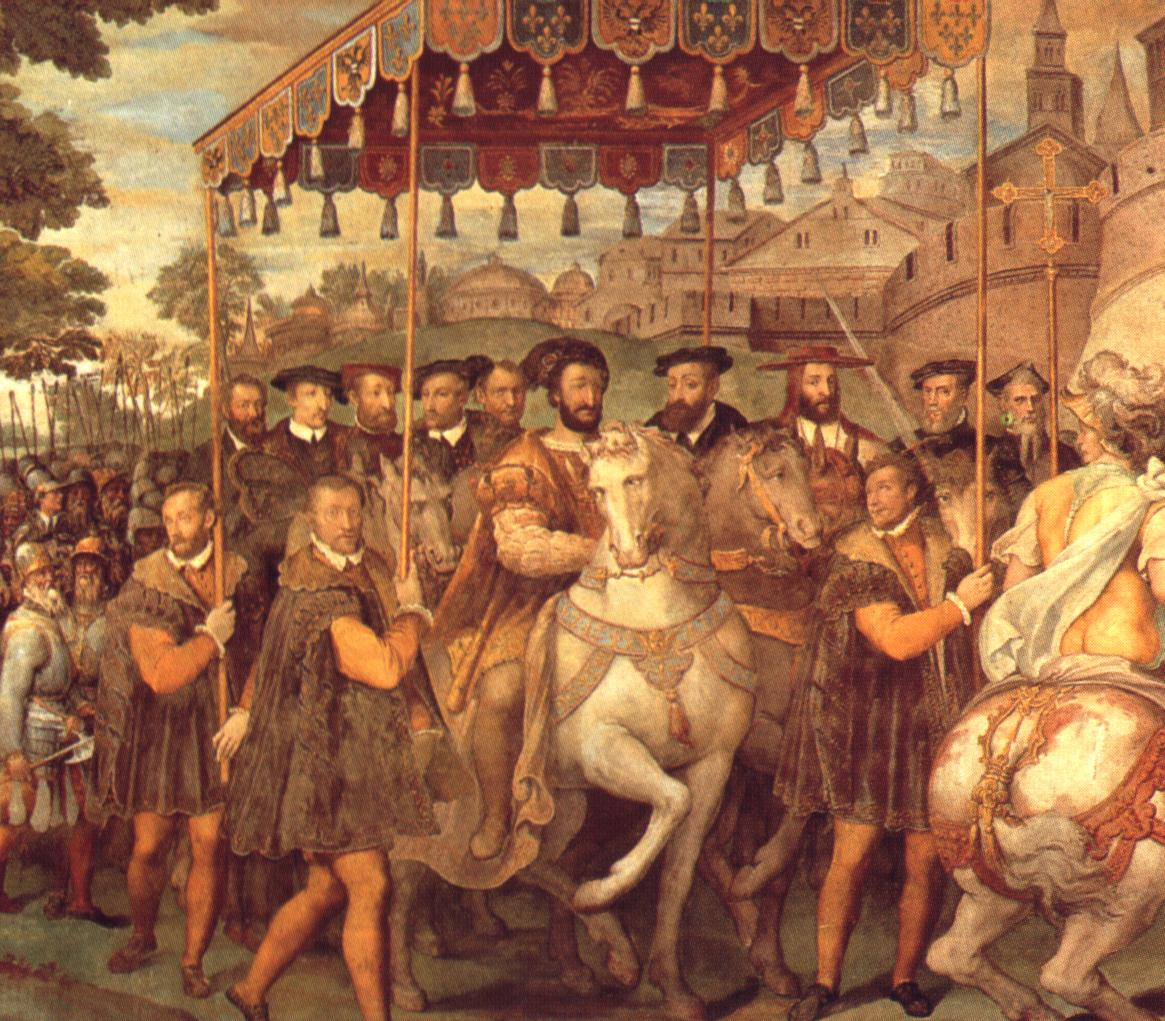
Taddeo Zuccaro: I. Ferenc, V. Károly és Alessandro Farnese bíboros (1520–1589) ünnepélyes bevonulása Párizsba 1540-ben (freskó a caprarolai Villa Farneséből, 1557–1566)

Az elkövetkező néhány évben béke honolt a Valois- és a Habsburg-ház között: V. Károly 1540-ben egyenesen meglátogatta Ferencet Párizsban és Fontainebleau-ban, ahol sógora nagy tisztelettel és pompával fogadta. Hamarosan mégis kitört a háborúskodás, ezúttal azon az ürügyön, hogy a császár nem volt hajlandó átadni Milánót egyik francia királyfinak sem korábbi ígéretével ellentétben. A király ismét szakított a békés politikával, melynek képviselői – legfőképpen Montmorency, a főparancsnok – kegyvesztetté váltak.
A háború ezúttal két évig tartott. 1542-ben kezdődtek a hadműveletek. 1544. április 11-én a piemonti ceresolei csata döntő győzelmet hozott a franciáknak délen, ám a császári csapatok áttörték a lotaringiai határt, majd részben Saint-Dizier ostromára, részben Párizs ellen indultak. A felek azonban akut pénzhiány miatt képtelenek voltak fizetni zsoldosaikat, így gyors békekötésre kényszerültek. Szeptember 18-án írták alá a crépyi fegyverszünetet, melyben gyakorlatilag az 1538-as feltételeket erősítették meg. Károly végleg kivonult Burgundiából, Ferenc sokadszorra is lemondott Artois-ról, Flandriáról, illetve Milánóról és Nápolyról, de megtarthatta Savoyát és Piemontot. Arról is megállapodás született, hogy Ferenc kisebbik fia, Valois Károly orléans-i herceg feleségül vehet egy Habsburg-lányt (vagy Károly leányát, Máriát, vagy Ferdinánd leányát, Annát), akikkel vagy a Németalföld, vagy Milánó járt volna együtt hozományul. Az egyezség súlyos konfliktusokra adhatott volna okot Henrik dauphin és öccse között a későbbiekben, ami talán a császár szándékainak is megfelelt, azonban az orléans-i herceg váratlan halála megakadályozta a frigy és a családi viszály létrejöttét.

### Angol és skót harcok
VIII. Henrik az 1530-as években elszakadt a pápai fennhatóságtól, megalakítva a független Anglikán Egyházat. Tette kiátkozást vont maga után. Bár kétségkívül erős hagyományai voltak a francia egyházi autonómiának is, a mindvégig katolikusnak megmaradó Ferenc nem volt hajlandó hasonló lépésre a gallikanizmus esetében, sőt szorosabbra vonta szövetségét Rómával, amikor fiát, a későbbi II. Henriket VII. Kelemen unokahúgával, Medici Katalinnal házasította össze. Bár a cognaci ligában még együtt léptek fel, a két királyság viszonya részben vallási okokból is meglehetősen rosszul alakult a későbbiekben, amihez hozzájárult, hogy a százéves háború óta angol kézen volt Calais fontos kikötője.
1542-ben meghalt Ferenc régi szövetségese és hajdani veje, V. Jakab, Skócia királya. Lánya, Stuart Mária még csecsemő volt, és anyja, Lotaringiai Mária kénytelen volt rejtegetni őt, mert Henrik azonnal nyomást gyakorolt rá, hogy összeházasítsa fiával, ami a két trón egyesítését jelentette volna. Franciaország gyorsan segítséget küldött az angol betörések ellen. A konfliktus során, 1544-ben az angolok Calais-ből kiindulva elfoglalták Boulogne kikötővárosát is. A két kikötőt Ferenc halála után szerezte vissza az utóda.

## Felfedezések és Új-Franciaország
Bár hosszú partvidéke, jó kikötői és számos tengerésze predesztinálta Franciaországot arra, hogy tengeri nagyhatalommá váljon, I. Ferenc elődei csak kisebb tengeri hadműveleteket folytattak, amihez némi francia kalózkodás járult Észak-Afrika partvidékén. A Földközi-tengerre összpontosító királyok kimaradtak a nagy földrajzi felfedezések első hullámából, ami hatalmas jövedelmeket hozott a kereskedelem és a gyarmatosítás által Spanyolországnak és Portugáliának. Ferenc figyelmét az fordította az Újvilág felé, hogy 1522-ben a Hernán Cortés által V. Károlynak küldött aranyat szállító hajót egy dieppe-i „magánvállalkozó”, Jean Ango egyik hajója kifosztotta. Ango, aki mintegy 70 hajónak parancsolt, korábban Lisszabont is blokáddal fenyegette, rákényszerítve a portugál uralkodót arra, hogy fizessen neki; emberei pedig jártak már Indonéziában és Dél-Amerika partjainál is.
Ango, aki Ferenc testvérével, Marguerite-tel ápolt jó viszonyt, királyi támogatással több felfedező expedíciót indíthatott, melyek célja legfőképpen az északnyugati átjáró meglelése volt India felé. 1524-ben Giovanni da Verrazano, aki Ango embereként 1508-ban valószínűleg már járt Újfundland partjainál, végigkutatta Észak-Amerika keleti partvidékét a Hudson torkolatától körülbelül Dél-Karolináig. (Érdekesség, hogy a későbbi New York öblét ő nevezte el először, és a királyi ház iránti tiszteletből a Nouvelle-Angoulême (Új-Angoulême) névvel illette.)
A következő fontosabb expedíció 1534-ben indult Lisieux püspöke, Jean Le Veneur ajánlásával a Saint Maló-i Jacques Cartier-val az élen. Miután Cartier birtokba vette Gaspé partvidékét, hazatért Franciaországba, ahonnan 1535-ben immár három hajó élén vágott az Atlanti-óceánnak. Ezúttal a Szent Lőrinc-folyó torkolatához érkezett, melyen felhajózva megalapította Sainte-Croix-t („Szent Kereszt”, Québec elődje), és feljebb elnevezett egy dombot Mont Royalnak („Királyi hegy”, Montréal elődje). Québecben volt kénytelen áttelelni, majd 1536-ban hazatért. Ferenc pénzhiány miatt egy ideig nem tudott új expedíciót indítani, így Cartier csak 1541-ben indulhatott vissza, ezúttal öt hajóval. Ferenc az erődítésekben jártas languedoci Jean-François de La Rocque de Robervalt nevezte ki „Új-Franciaország” (Nouvelle France) – Kanada elődje – alkirályának. A vállalkozás azonban csődöt mondott, a telepesek készletei elfogytak, ráadásul az őslakosok is ellenségesnek bizonyultak, így az Ottawa folyó és a Davis-szoros felfedezését követően a franciák elhagyták telepeiket, és 1543-ban végleg hazatértek. Új-Franciaország gyarmatosítását csak a 17. század elején kezdték meg újra.

## Belpolitikája

A francia királyi birtok területi változásai Ferenc uralkodása alatt (narancssárga: a király szerzeményei, Bretagne és a Bourbon-birtokok)

I. Ferenc erős államhatalmat és gazdaságot örökölt XII. Lajostól, ám uralkodása idején e két terület ellentétes irányba fejlődött. Míg a király egyeduralma tovább szilárdult, megvetve a 17. századi abszolutizmus alapjait, a folyamatos háborúskodás és Ferenc egyéb költekezései, így számos építkezése kimerítették az államkincstárat, és visszavetették a gazdaság fejlődését.

### A kormányzat átalakulása
Franciaországban 1484 óta nem ült össze rendi gyűlés, és hosszú uralkodása alatt Ferenc sem hívta össze. Az államélet irányítása egyre jobban központosult, még a népes királyi tanácsból is kivált egy kisebb csoport, amit államtanácsnak, titkos vagy szűk körű tanácsnak neveztek. Ezzel párhuzamosan, bár a hagyományos udvari főméltóságok megőrizték fontosságukat, a tőlük független hivatalnokréteg is megerősödött, ami a királyi államtanácsosokat, jegyzőket és titkárokat tömörítette.

### Pénzügyi intézkedések
A folyton pénzszűkében szenvedő király 1523-ban létrehozta az összes állami- és királyi magánbevételt gyűjtő takarékkincstárat, és az addig működő négy nagy adókerület helyett tizenhat kisebb körzetet hozott létre. Uralkodása alatt a parasztok által fizetett taille adónem összege több mint duplájára, a só után fizetendő gabelle pedig háromszorosára nőtt. Érdekesség, hogy új pénzszerzési forrásként itáliai mintára az 1539-es châteauregnard-i rendelettel bevezette a lottót francia földön. Ferenc azonban más, kétes üzelmektől sem riadt vissza, ha pénzre volt szüksége. Fentebb már szó esett a Bourbon-örökség megszerzéséért tett lépéseiről, de hasonló horderejű volt Jacques de Beaune de Semblançay, az 1515-ben kinevezett pénzügyi főintendáns koncepciós pere. Beaune-t az itáliai hadjárat forrásainak elsikkasztásával vádolták meg, és bár tisztázni tudta magát, 1527-ben fölakasztották a Montfauconon; vagyona a kincstárra szállt.

### Változások a jogszolgáltatásban
A bíráskodás szerepét betöltő hat parlament mellé Ferenc 1515-ben létrehozta a bretagne-it, és az ország fele fölött hatalommal rendelkező párizsi testületet két újabb vizsgálati kamarával bővítette. Ezzel a testülettel azonban komoly konfliktusba keveredett, mivel kétévnyi huzavona után volt csak hajlandó törvénybe iktatni az 1516-os konkordátumot. Ezen okulva a király a hatáskörüket túllépő parlamenteket minden erejével igyekezett rászorítani arra, hogy pusztán jogszolgáltatással foglalkozzanak, és azon a területen se vetemedjenek királyi vagy egyházi ügyekbe beavatkozni.

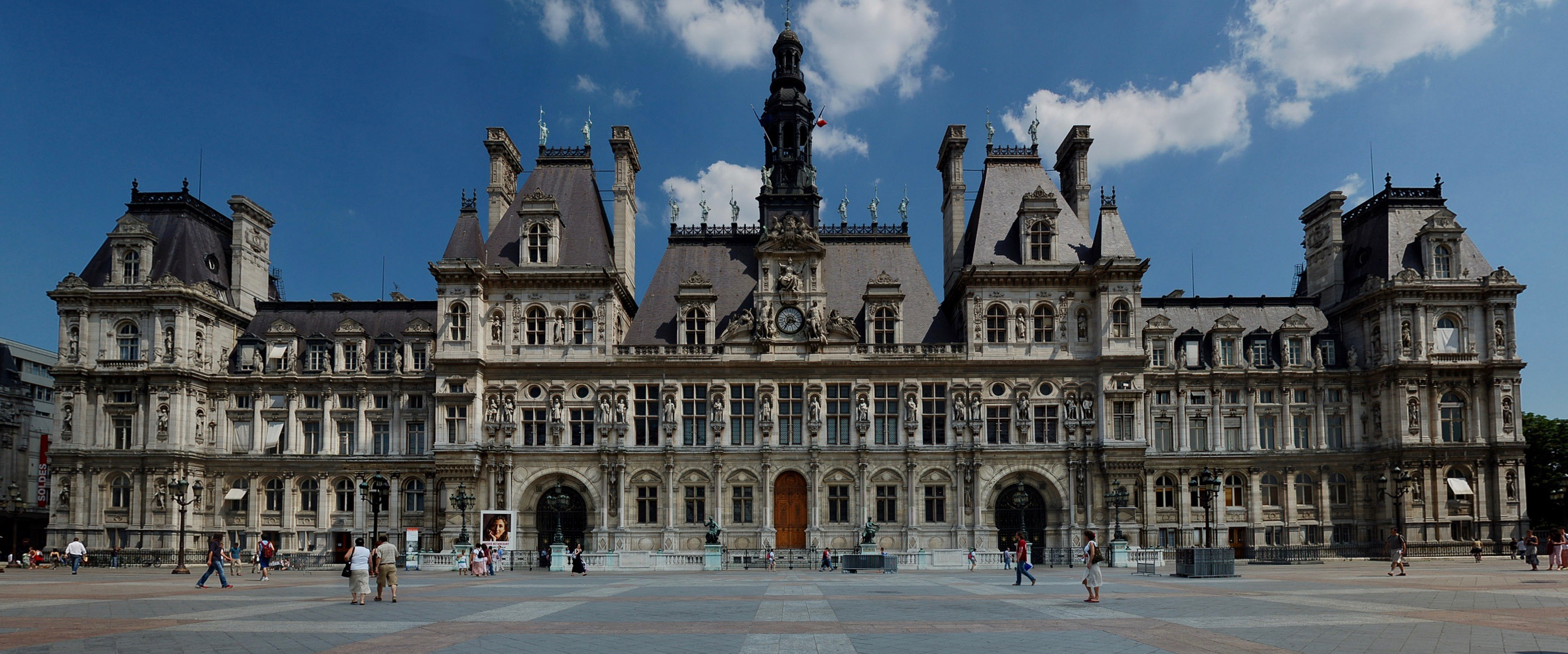
A párizsi Hôtel de Ville mai formáját Ferenc parancsára nyerte el

A király 1536-os crémieu-i rendeletében minden más bíróságot a tartományi testületek alá rendelt, az 1539-es Villers-Cotterêts-i ediktumban pedig kötelezővé tette a francia nyelv használatát a bíróságokon, egyúttal elrendelte a kötelező anyakönyvezést, szabályozta a perrendtartást, és gondosan elkülönítette az egyházi és világi bíráskodás hatáskörét.

### A királyi birtok és a királyság területi változásai
I. Ferenc viszonylag kevés hódítással büszkélkedhetett – mindössze Piemontban és Savoyában sikerült megvetnie a lábát –, ellenben uralkodása idején komolyan megnövekedett a királyi birtokállomány (domaine royal).
Miután 1523-ban fény derült árulására, Charles de Bourbon connétable elmenekült, birtokait pedig konfiskálták a korona javára. Ferenc magánbirtokai így Bourbonnais (Bourbon) hercegségével, Clermont, Forez, Beaujolais, Mercoeur, Auvergne és Montpensier grófságaival lettek nagyobbak; később IV. Károly alençoni herceg 1525-ös halálával Alençon mellett Armagnac, Rodez és Perche is a király kezébe került. (Ferenc később néhány uradalmat, így Montpensier-t, Enghient, Condét és Vendôme-ot visszajuttatta a Bourbon-ház más tagjainak.)
Ferenc feleségétől, Valois Klaudiától kapta hozományul Bretagne hercegségét, amit azonban később átadott fiának, Ferenc dauphinnek. Igaz, amikor a herceg 1532-ben nagykorú lett, a király csak úgy volt hajlandó megkoronázni, hogy a helyi rendek kimondták az örökös uniót Franciaországgal. Klaudia hozományához tartozott még Soissons, Blois és több kisebb uradalom (pl. Coucy, Asti és Montfort).

### Vallásügyek
Bár életvitele meglehetősen szabados volt, Ferenc hívő katolikus volt, és az is maradt élete végéig; több kegyhelyre elzarándokolt uralkodása alatt, és rendszeresen járt misére. A katolikus egyházzal kötött 1516-os konkordátum példátlan hatalmat adott a francia uralkodó kezébe, mivel a francia egyházi tisztségek többségében eltörölte a választás lehetőségét, így gyakorlatilag csak az uralkodó ajánlásával kaphatott valaki egyházi rangot. Ez garantálta a francia klérus királyhűségét, sőt újabb bevételi forrásokat jelentett, mivel Ferenc és utódai tizedet vethettek ki az egyházi jövedelmekre. Ráadásul az egyházi birtokok hatalmas, nem örökíthető, de immár általa szabadon adományozható földterületet jelentettek az uralkodó számára.
A reformáció hatása Ferenc idején jelent meg Franciaországban. Elsőként a katolikus meaux-i püspök, Guillaume Briçonnet cenaculuma mutatott protestáns jellegzetességeket – igaz, alapvetően mindvégig elítélte az eretnekséget, és tagjainak jó része később sem tért át. A meaux-i egyházmegyében a püspök igyekezett minél kevesebb szentábrázolást meghagyni a templomokban, illetve támogatta a francia nyelvű Biblia-fordítások elterjedését és a népnyelvi liturgiát. Noha Ferenc király távollétében a Sorbonne doktorai megpróbálták üldözni, a mozgalom az uralkodó befolyásos nővére, Margit támogatását is élvezte, de még eleinte a király is támogatta: Margit javaslatára a körhöz tartozó Lefèvre d’Étaples lett Károly herceg nevelője, 1532-ben pedig a Ferenc jóvoltából a szintén humanista eszméket valló Jean du Bellay lett Párizs püspöke.
Nem mindig maradt ez így: Ferenc tanácsadói, Antoine Duprat és François de Tournon bíborosok többször sikeresen hangolták az időközben országszerte, jellemzően a városokban megszaporodó protestánsok ellen. Az első komolyabb üldözést az 1534-es kiáltványügy váltotta ki, amikor több nagyvárosban és a király amboise-i hálószobájának ajtaján is megjelent egy Oltáriszentséget támadó pamflet. Álláspontjának ingadozását jelzi, hogy 1535-ben viszont leállította az eretneküldözést. Uralkodása utolsó éveiben lépett csak az egyre következetesebb és keményebb protestánsellenes intézkedések útjára, aminek 1546-ban a jeles humanista költő és nyomdász, Étienne Dolet is áldozatul esett.

## A reneszánsz fejedelem

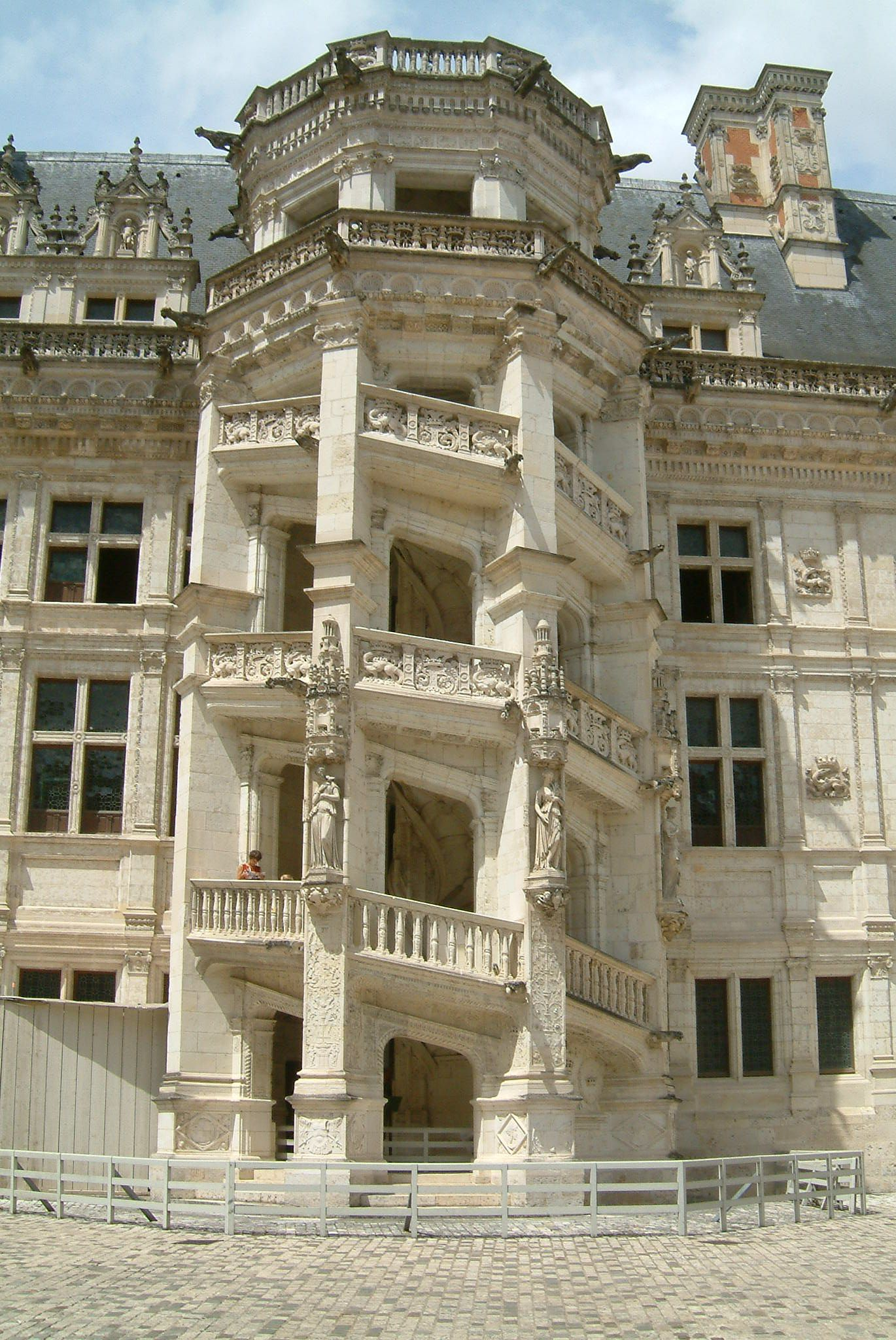
A blois-i kastély díszlépcsője

### Építkezések
I. Ferenc kincstárát nemcsak hadjáratai, hanem számos impozáns építkezése is apasztotta. Kastélyainak és palotáinak stílusa félreismerhetetlenül reneszánsz, nem egyen itáliai mesterek dolgoztak. Neveltetésének helyén, az amboise-i kastélyon kisebb átalakításokat végeztetett, és a városban adott menedéket az idős Leonardo da Vincinek. A művészt felkérte Romorantin kastélya terveinek megalkotására, ám az építkezés 1519-ben félbeszakadt, mivel egy járvány elvitte a munkások zömét.
Az első jelentősebb építkezés mindjárt trónra lépése után, 1515-ben kezdődött. Ferenc és családja ekkor átköltözött Amboise-ból Blois-ba, ahol 1516-ban elrendelte egy reneszánsz szárny építését. A Domenico da Cortona tervei alapján végzett átalakítások 1524-ben, a királyné halála évében fejeződtek be, a kastélynak azóta is áll az I. Ferencről elnevezett szárnya a hatalmas, reprezentatív csigalépcsővel. Még folytak a blois-i építkezések, amikor 1519-ben onnan nem messze, egy vadászbirtokon is munkálatok kezdődtek Da Cortona és talán Da Vinci tervei alapján. A király egyik szeretője, Thouars grófné számára készült chambord-i kastély építése 1547-ben fejeződött be.
A francia király legjelentősebb építkezése mindenképpen a fontainebleau-i kastély volt. 1522-től kezdve a lakótorony kivételével gyakorlatilag az egész középkori királyi erődöt lerombolták, és a helyére egy reneszánsz stílusú palotát emeltek. Olyan művészek dolgoztak itt, mint Giovanni Battista Rosso, Primaticcio vagy Rosso Fiorentino, de Raffaello és Michelangelo egyes alkotásai is az udvar fényét emelték. Ferenc előszeretettel időzött itt szeretője, Étampes hercegnő társaságában, ráadásul azt az ambíciót dédelgette, hogy világhírű művészeti központtá és műhellyé formálja, ezért számos antik szobrot hozatott oda, illetve temérdek mitológiai témájú alkotással díszítette. Fontainebleau-ban Ferenc utódai is folytatták az építkezést.
Ferenc, miután visszatért a spanyol fogságból, hamarosan új kastély építésébe fogott. Ez lett az ún. Madrid-kastély, amit a Párizs melletti boulogne-i erdőben kezdtek építeni 1527-ben. A munkálatokat a firenzei Girolamo della Robbia és a tours-i Pierre Gadier és Gatien François irányította. A kastély csak 1552 körül készült el. Nem messze tőle a király egy kisebb vadászlakot emeltetett (La Muette-kastély).

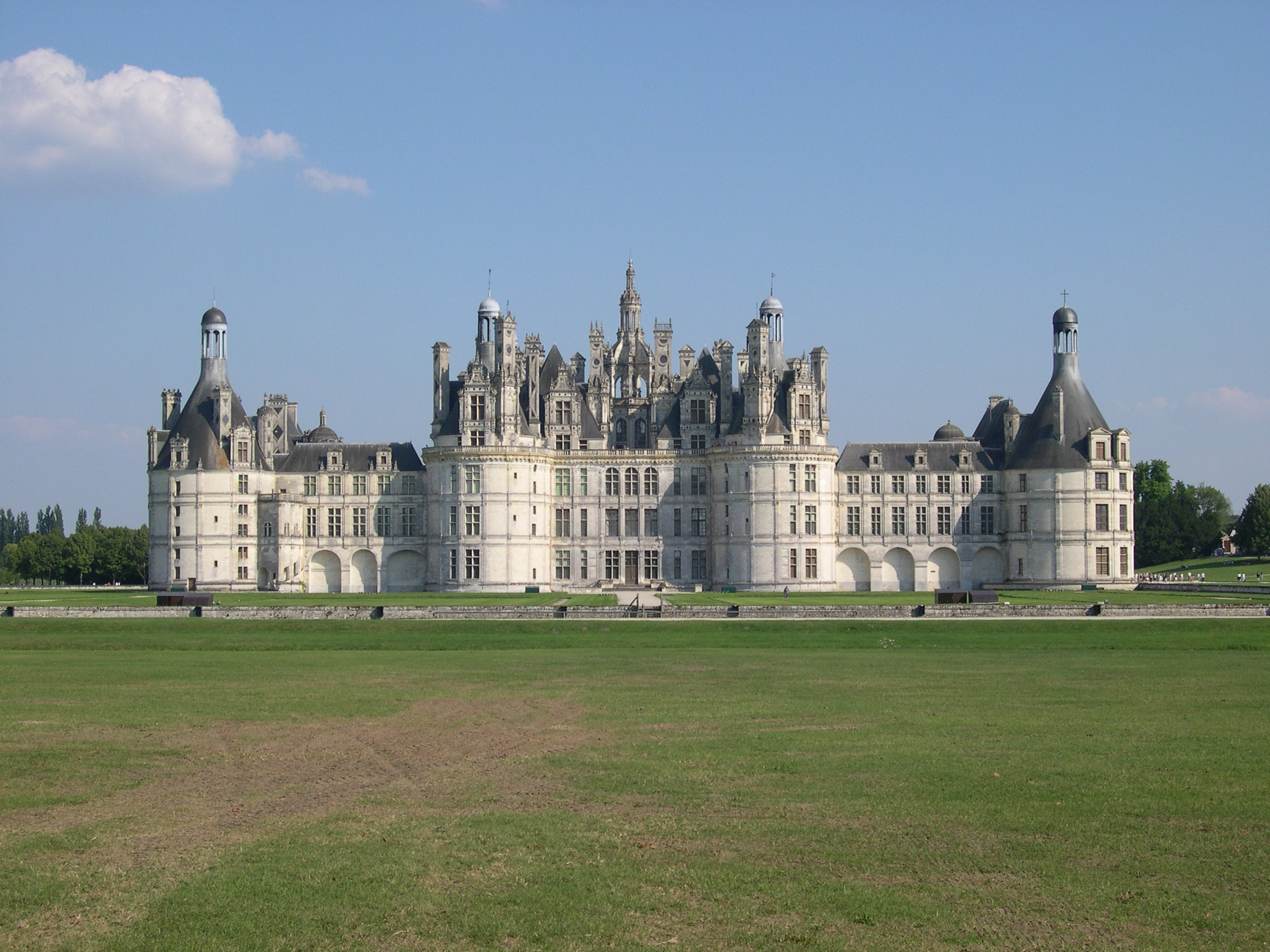
Chambord kastélya

A király parancsára 1526-ban lebontották a párizsi Louvre eredeti részét, a II. Fülöp Ágost idején emelt, masszív, középkori tornyot – igaz, a palota átalakítása csak 1546-ban kezdődött Pierre Lescot vezetésével, aki ugyanekkor a közeli Ártatlanok kútja építéséhez is hozzákezdett. Szintén Párizst díszítette az 1533-tól Da Cortona tervei alapján épített, de csak a 17. században befejezett Városháza.
A király az későbbiekben sem hagyott fel az építkezésekkel. Az eddigiekhez hasonló, nagy munkálatokat csak a Saint-Germain-en-Laye-i kastély esetében kezdett 1538-ban, de uralkodása második felében végeztek átalakításokat Villers-Cotterêts-ben, (1530 k.), Folembray-ban (1538), és Beaumont-les-Challeau-ban (ma Villecerf, 1542). A királyi építkezések hatottak az arisztokráciára is, Claude de Guise herceg ekkor építtette ki Joinville-ben rezidenciáját, Montmorency hercege pedig écoueni és chantilly-i kastélyait.

### Ferenc, a művészetpártoló
A fent említett építészet mellett I. Ferenc más művészeti ágakat is bőkezűen támogatott. 1518-ban döntött egy blois-i „könyvterem” (cabinet de livres) létrehozásáról, ami hamarosan Királyi Könyvtárrá terebélyesedett, melynek első felügyelője Mellin de Saint-Gelais udvari költő, a király egyik pártfogoltja volt. Később, 1530-ban egy másik humanistát, a Rotterdami Erasmusszal, Morus Tamással, François Rabelais-val és Pietro Bembóval is levelező Guillaume Budét ruházta fel királyi könyvtárosi címmel. Budé javaslatára hozta létre a királyi főiskolát, ami később Francia Kollégiumként (Collège de France) néven vált ismertté. Feladata az volt, hogy a párizsi egyetemen nem oktatott, humanista tárgyakat tanítson, így a görögöt és a hébert.

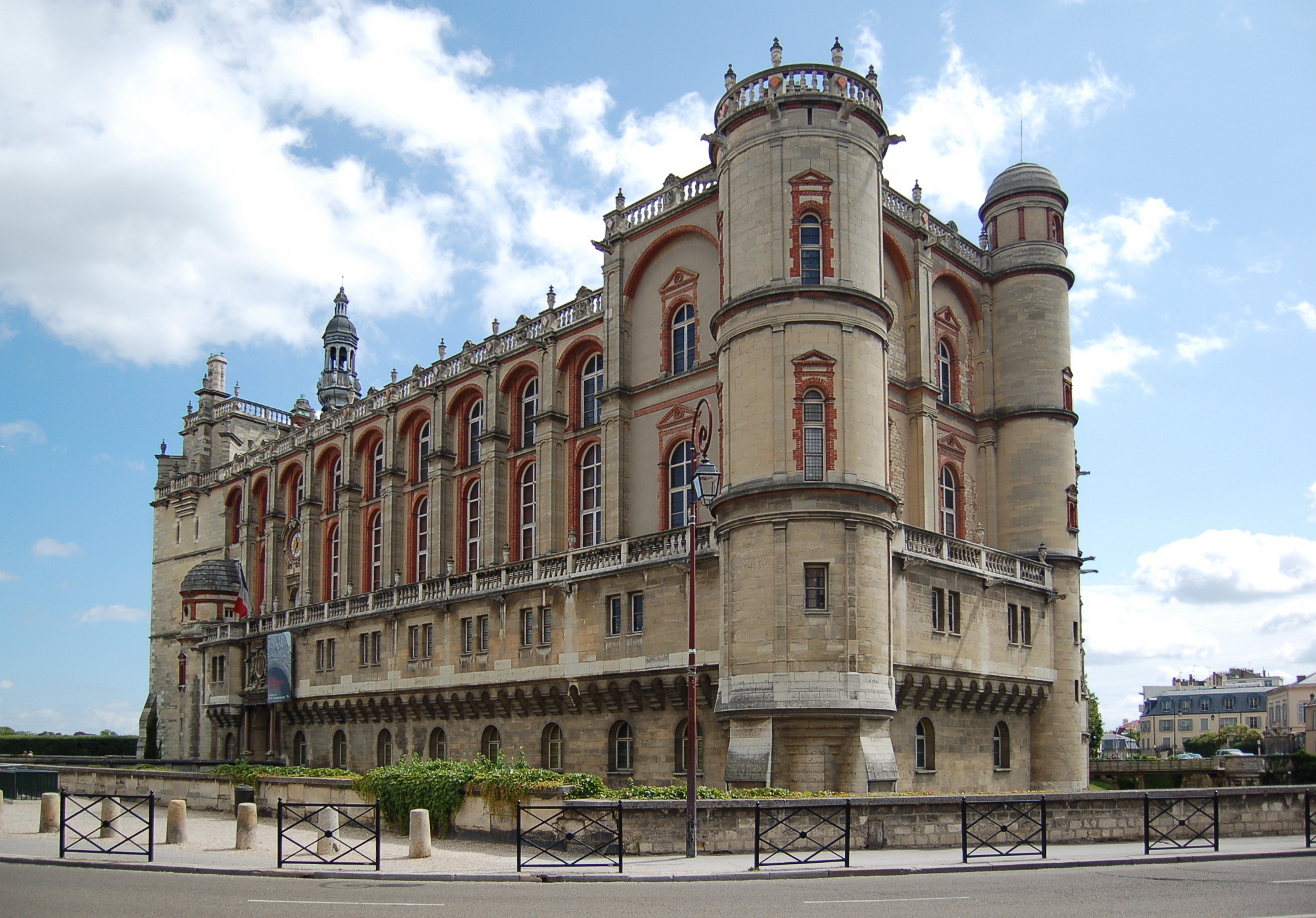
Saint-Germain-en-Laye kastélya

1530-tól kezdve az uralkodó királyi nyomdászokat nevezett ki. Az első ilyen Geoffroy Tory volt, majd 1533-ban Olivier Mallard, 1544-ben pedig Denys Janot követte. Claude Garamond, az egyik korabeli nyomdász nevéhez jól olvasható betűtípusok kifejlesztése fűződik. 1536-ban a király rendeletben parancsolta meg, hogy minden kinyomtatott könyv egy példányát helyezzék el a királyi archívumban. 1540-ben pedig Guillaume Pellicier velencei követet bízta meg azzal, hogy minél több régi kéziratot szerezzen és hozzon Franciaországba.
Ferenc Saint-Gelais mellett más költőket is patronált, így Clément Marot-t vagy Claude Chapuys-t, de maga is fabrikált verseket, például Az asszony ingatag... kezdetű verset. Több költeménye maradt ránk, bár utóbb kiderült, hogy némelyiket valójában Saint-Gelais írta. Irodalompártolás és alkotás terén egyébként testvére, Margit sem maradt el sokkal tőle: Bonaventure Des Périers és Rabelais egyaránt támogatását élvezte. Margit szintén járatos volt a költészetben, még életében kiadott egy gyűjteményes kötetet A hercegnők margarétájának/Margitjának margarétái (Les Marguerites de La Marguerite des princesses) címmel. Fő műve mindazonáltal a töredékben maradt, csak halála után kiadott, Boccaccio Dekameronjának mintájára írt Heptameron.
A királyi palotaépítések természetes velejárója volt a szobordíszítés, ezért Ferenc a szobrászokat is támogatta. Ennek köszönhetően 1540–1544 között Ferenc udvarában vendégeskedett a kitűnő firenzei szobrász, Benvenuto Cellini, aki nagy tervekkel érkezett, ám a finanszírozás egyenetlenségei miatt végül felhagyott franciaországi munkájával, és visszatért Itáliába. A korabeli festők közül a számos udvarbeli méltóság rajzolt vagy festett portréját az utókorra hagyó, komoly műhelyet alapító Jean Clouet († 1541) emelkedik ki, akinek munkásságát később fia, François folytatta.

### A királyi embléma

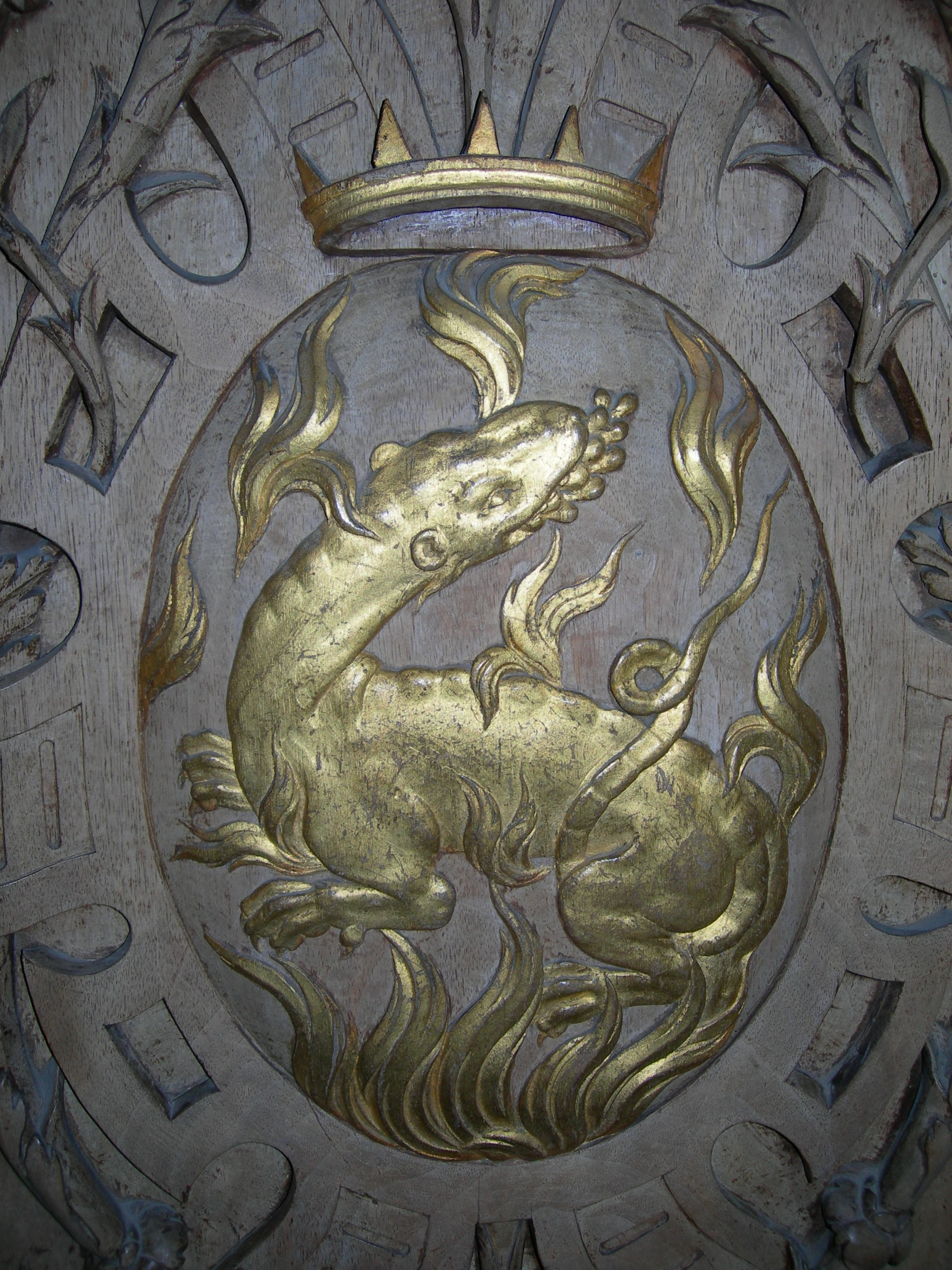
A királyi jelkép Fontainebleau I. Ferenc-galériájában

Ferenc emblémájául a szalamandrát választotta, amelyhez gyakorta az alábbi jelmondat társult: Nutrisco et extinguo („Táplálom és kioltom”), ugyanis a hiedelem szerint a szalamandra a rossz tüzeket megfékezte, a jókat viszont felerősítette. A szalamandramotívum elsősorban a chambord-i kastélyban bukkan fel számos falon és mennyezeten, de Fontainebleau-ban is gyakori. A király által alapított Le Havre és az általa újjáépíttetett Vitry-le-François címerében, illetve a Ferenc több kastélyának otthont adó Loir-et-Cher megye modern címerében is szerepel.
Számos találgatás övezte a választott szimbólum eredetét. Egyesek szerint maga Leonardo da Vinci, mások szerint fiatalkori tanára, Artus de Boisy tervezte a király számára. Ezek egyike sem igazolható, azonban tény, hogy már Ferenc nagyapja, Orléans-i János angoulême-i gróf jelvényében is szerepelt az állat, továbbá egy Savoyai Lujza számára készült kéziraton is felbukkant 1504-ben, jóval Ferenc trónra lépése előtt.

## Halála, utódlása
I. Ferenc a rambouillet-i kastélyban halt meg szepszis következtében 1547. március 31-én. A trónon fia, II. Henrik követte. Ferenc holttestét május 23-án első felesége, Valois Klaudia mellé temették el Saint-Denis-ben a többi uralkodó társaságában; a királyi pár sírját a többihez hasonlóan meggyalázták a forradalmárok 1793. október 20-án. Alattvalói később szívesen emlékeztek vissza a meglehetősen visszahúzódó II. Henrik kedélyes, víg apjára (egyik ragadványneve a Bonhomme Colas, azaz körülbelül „Jóember Miki” volt), akinek uralkodása alatt az országot nem sújtotta viszály.

## Házasságai, utódai
1514. május 18-án vette feleségül az 1499-es születésű Valois Klaudiát, XII. Lajos francia király és Bretagne-i Anna leányát. Klaudiát 1517. május 10-én koronázták királynévá a saint-denis-i bazilikában. 1524-ben nyolcadik, halva született gyermekük születésekor hunyt el. Gyermekeik közül csak öten érték meg a felnőttkort, Ferencet pedig mindössze ketten élték túl:
1. Lujza (1515–1518), V. Károly jegyese
2. Sarolta (1516–1524)
3. névtelen (1517)
4. Ferenc (1518. február 28. – 1536. augusztus 10.) dauphin, Bretagne hercege;
5. Henrik (1519. március 31. – 1559. július 10.) dauphin, később francia király II. Henrik néven;
6. Magdolna (1520. augusztus 10. – 1537. július 2.), V. Jakab skót király felesége 1537-ben;
7. névtelen (1521)
8. Károly (1522. január 22. – 1545. szeptember 9.), Angoulême, majd Orléans hercege;
9. Margit (1523. június 5. – 1574. szeptember 14.), 1559-től Emánuel Filibert savoyai herceg felesége.
10. N (1524)

1530. augusztus 7-én Ferenc újranősült. Választottja V. Károly nővére, Szép Fülöp és Őrült Johanna leánya, I. Mánuel portugál király özvegye, az ekkor közel 32 éves Habsburg Eleonóra volt. Eleonórát 1531-ben koronázták királynévá Saint-Denis-ben, de nem szült gyermeket második férjének. Házasságuk a király nőügyei miatt boldogtalan volt, ráadásul Ferenc halála után a gyermektelen Eleonóra kénytelen volt elhagyni az udvart. 1558-ban halt meg.
I. Ferencnek egy törvénytelen fia is ismert: Nicolas d’Estouteville (1545–1567), Villecouvin (Villeconin) ura, aki egy ismeretlen hölgytől született, és nem törvényesítették.

## Szeretői
Ferenc uralkodása alatt számos hölgyet részesített kegyeiben, közülük ketten voltak hivatalos szeretői (maîtresse-en-titre):
- Françoise de Foix (1495–1537) –  Jean de Foix-Lautrec, Lautrec és Villemur vikomtjának lánya, Jean de Laval-Châteaubriant báró felesége, Odet de Foix-Lautrec és Thomas de Foix-Lescun marsallok testvére; királyi szerető 1518–1528 között;
- Anne de Pisseleu (1508–1580) – Adrien de Pisseleu, a pikárdiai Heilly urának lánya; IV. Jean de Brosse penthièvre-i gróf, később étampes-i és chevreuse-i herceg felesége, királyi szerető 1526–1547 között.

Rajtuk kívül több alkalmi szeretőről is tudunk:
- Marie Gaudin (1490/1495–1580), La Bourdaisière úrnője[5]
- Mary Boleyn (1499–1543) (vitatott), Boleyn Anna és George Boleyn nővére, később VIII. Henrik angol király szeretője;
- La Belle Ferronnière
- Claude de Rohan-Gyé (1519–1579), Tonnerre és Thoury grófnője
- La Châtelaine de Montfrault